# بريركرست (ساسكاتشوان)
بريركرست (بالإنجليزية: Briercrest, Saskatchewan)‏ هي قرية تقع في كندا في ساسكاتشوان. يقدر عدد سكانها بـ 113 نسمة ومساحتها 0.62 كم2 .

## أعلام
- ألبرت بي. دوغلاس